# Menno Simons
Pour les articles homonymes, voir Simons.
Menno Simons, né en 1496 à Witmarsum (Pays-Bas) et mort le 31 janvier 1561 à Wüstenfelde (Saint-Empire romain germanique), fut un dirigeant religieux chrétien évangélique anabaptiste néerlandais, originaire de la Frise. Ses fidèles furent nommés d'après lui, parce qu'il baptisa près de 10 000 personnes dans l'Église anabaptiste,, qui allait devenir plus connue sous le nom de mennonite. Il écrivit aussi de nombreuses lettres et pamphlets, pour défendre l'anabaptisme contre les critiques des opposants, tant catholiques que protestants. Il fut l'un des trois principaux dirigeants de l'Église anabaptiste/mennonite du XVIe siècle, avec Théodore Philippe et Léonard Bouwens (ce dernier baptisa plus de personnes que Menno Simons),.

## Biographie
Menno Simons naît en 1496 à Witmarsum en Frise, dans les Pays-Bas, dirigés par les Habsbourgs. Ses parents étaient probablement des fermiers, et Menno aurait reçu son éducation dans un monastère proche. Il avait quelques connaissances des Pères de l’Eglise, et connaissait le grec et le latin.

### Ministère catholique
En 1524, à 28 ans, il est ordonné prêtre à Utrecht, et il devient vicaire à Pingjum (Frise). Il semble qu’il ait été influencé par les idées sacramentaires des premiers réformateurs hollandais et par sa lecture du Nouveau Testament aux alentours de 1526. À partir de là, il commence à émettre des doutes sur la présence réelle du Christ dans l'Eucharistie.
On sait qu’entre 1526 et 1531 il se considère comme un prêcheur « évangélique », même s’il ne quitte pas l’Église catholique. En 1531, il est nommé curé à Witmarsum. Lorsque les disciples de Melchior Hoffman (les melchiorites) commencèrent à appliquer le baptême du croyant vers 1530-1531, Menno s’interroge et ne trouve pas de soutien biblique au baptême des enfants. Même s’il ne rejoint pas encore les melchiorites, on peut voir dans un de ses premiers écrits (La Résurrection spirituelle, 1534) que sa pensée semble se rapprocher de celle des melchiorites.
En avril 1535, plusieurs centaines d’anabaptistes, inspirés par des messagers venus de la ville de Münster alors aux mains des anabaptistes, prennent le monastère d’Oldeklooster, en Frise. Après un court siège, la plupart des moines sont tués ou faits prisonniers. Menno se sent responsable du désastre, et il écrit un pamphlet contre les dirigeants münsterites, intitulé Le Blasphème de Jean de Leyde. Il s’oppose au projet münsterite d’établir le royaume de Dieu sur terre par le glaive. Comme Münster tombera deux mois plus tard, le pamphlet ne sera pas publié.

### Ministère anabaptiste
En janvier 1536, Menno quitte l'Église catholique, à la suite de ses doutes concernant les sacrements. Il est (re)baptisé chez les anabaptistes la même année et l'année d'après, il est ordonné ancien par l’ancien Obbe Philips et le remplacera après son départ de la communauté . Il dirigera les fidèles anabaptistes dans une voie non-violente vis-à-vis de leurs persécuteurs ,. Par la suite, il se marie avec Geertruy Jansdochter et a des enfants. À partir de cette période, Menno est traqué.
En 1540, il publie Fondation de la doctrine chrétienne, un livre théologique sur les croyances et pratiques anabaptistes, qui sera traduit en d’autres langues . Cette publication et d'autres de Menno Simons ont parfois servi de référence dans l’anabaptisme et le mennonitisme . Les réformes radicales du mennonitisme et du baptisme seront à l’origine du développement du mouvement évangélique .
Il vit un temps à Groningue, à Cologne, et durant les treize dernières années de sa vie dans le Schleswig-Holstein. Il meurt le 31 janvier 1561.